# باولو ستين
باولو ستين (6 أكتوبر 1947 - 27 مارس 2021) صحفي برازيلي ومذيع ومذيع تلفزيوني ومذيع رياضي.
سيرة شخصية
بدأ باولو شتاين العمل في جورنال دوس سبورتس في عام 1968، حيث مكث حتى عام 1969. كان مراسلًا ومحررًا في أوستادو دي ساو باولو من عام 1969 إلى عام 1978. عمل ستاين في توبي من عام 1971 إلى عام 1976 وفي راديو ناسيونال من عام 1976 إلى 1981. علق ستين على كرنفال ساو باولو لعدة سنوات وكرنفال سلفادور في عام 1993.
في عام 2009 بعد 11 عامًا من البث في ريو كرنفال. توفي ستين في 27 مارس 2021، بعد دخوله المستشفى لمدة أربعة أيام بسبب مضاعفات كوفيد 19.